# Lasioglossum noctivaga
Lasioglossum noctivaga là một loài Hymenoptera trong họ Halictidae. Loài này được Linsley & MacSwain mô tả khoa học năm 1962.